# Carl Deffner

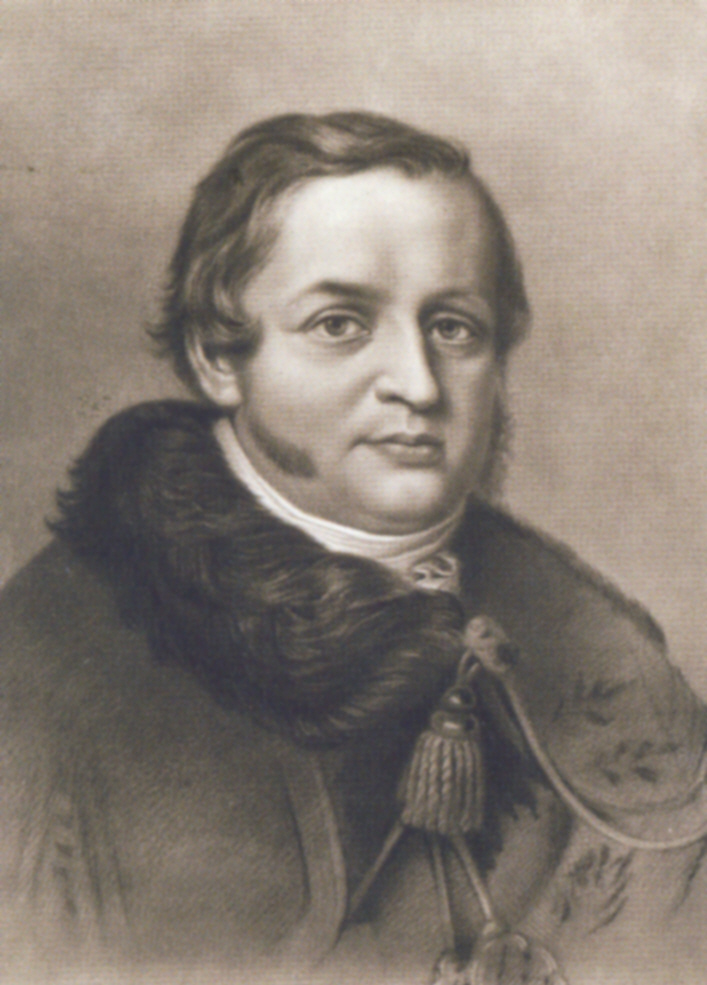
Carl Deffner

Carl Christian Ulrich Deffner (* 4. August 1789 in Ludwigsburg; † 26. Oktober 1846 in Esslingen) war ein deutscher Unternehmer und Politiker.

## Beruf
Nach dem Besuch der Latein- und Realschule in Ludwigsburg machte Carl Deffner eine Ausbildung zum Kaufmann in Güglingen. Anschließend arbeitete er bei der Firma Seyfarth in Siegen und beim Handlungshaus Gastpar in Stuttgart. 1815 wurde er Teilhaber der Lackierwerkstätte Rudy in Esslingen, die er 1819 erwarb und unter dem Namen C. Deffner mit der Markierung C.D.E. (steht für Carl Deffner Esslingen) weiterführte. 1826 bis 1828 ließ er die Lackierwerkstatt vergrößern und eine Blechwarenfabrik, später eine Gießerei, Druckerei, Stanzerei und ein Walzwerk bauen. In den Folgejahren entwickelte sich der Betrieb zu einem der größten Metallwarenfabriken in Deutschland. Ab 1833 war Deffner Teilhaber der Tuchfabrik Gebrüder Hartmann in Esslingen, der württembergischen Schifffahrts-Assekuranz und der Neckardampfschifffahrts-Gesellschaft. 1837 war er Mitbegründer einer Baumwollfabrik. 1846 regte er die Gründung der Esslinger Maschinenfabrik an.

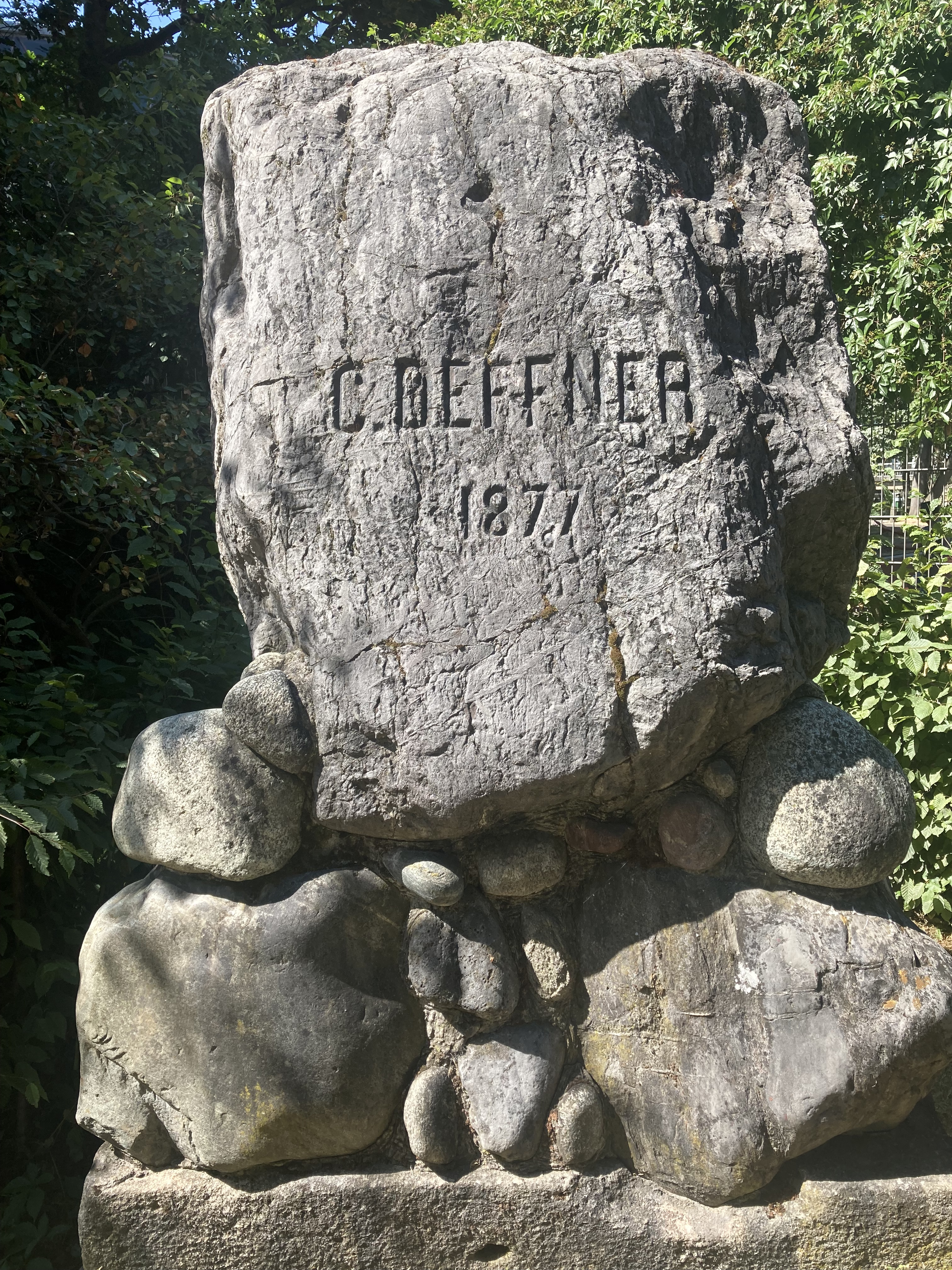
Gedenkstein für Carl Deffner in Esslingen

Carl Deffner war außerdem Vorstand des süddeutschen Fabrikantenvereins, Ausschussmitglied der Gesellschaft für Beförderung des Gewerbes in Württemberg, Mitglied des Handelsschiedsgerichts, der Handelskammer und der württembergischen Eisenbahnkommission. In Esslingen wurde eine Straße nach Carl Deffner benannt. In der Schelztorstraße befindet sich ein Gedenkstein. 1896 schuf A. Gäckle ein Brustrelief, das am Gebäude des Landesgewerbemuseum Stuttgart angebracht ist.

## Politik
Carl Deffner war Mitglied der liberalen Partei. Er war langjähriges Mitglied zunächst des Bürgerausschusses und dann des Stadtrats in Esslingen. Am 30. April 1832 nahm er an der Protestversammlung der gewählten Abgeordneten in Bad Boll teil, er war Mitunterzeichner der Resolution zur baldigen Einberufung des Landtags. Von 1833 bis zu seinem Tod im Jahr 1846 war er Landtagsabgeordneter.

## Familie
Deffner war der Sohn des Hofminiaturmalers Friedrich Deffner (1758–1793) und der Johanna Christiana geborene Stoll. 1816 heiratete er Philippine Luise geborene Walter († 1850), Tochter des Burgverwalters Daniel Walter aus Sigmaringen. Das Ehepaar hatte sieben Kinder, darunter Carl Ludwig Deffner (1817–1877), der später den väterlichen Betrieb übernahm und Landtagsabgeordneter und Abgeordneter des Deutschen Zollparlaments war, sowie die Tochter Bertha, erste Ehefrau des Politikers Karl Mayer (1819–1889).